# Хавка
Хавка (слч. Havka) насељено је мјесто са административним статусом сеоске општине (слч. obec) у округу Кежмарок, у Прешовском крају, Словачка Република.

## Становништво
| Година:    | 1994. | 2004.    | 2014.   | 2024.    |
| ---------- | ----- | -------- | ------- | -------- |
| Број људи: | 56    | 40       | 45      | 39       |
| Разлика:   |       | -28,57 % | +12,5 % | -13,33 % |

| Година:    | 2023. | 2024.  |
| ---------- | ----- | ------ |
| Број људи: | 40    | 39     |
| Разлика:   |       | -2,5 % |

Према подацима о броју становника из 2011. године насеље је имало 44 становника.